# Valéria Carvalho
Valéria Carvalho (26 de Maio de 1968) é uma atriz, cantora, compositora, produtora e diretora artística brasileira, nascida no município de Formiga no estado de Minas Gerais. É bastante conhecida em Portugal, onde se radicou em 1991, pelo seu desempenho no teatro, televisão, cinema e trabalho social. Na televisão portuguesa trabalhou em inúmeras novelas, séries e talk shows, tendo a personagem cómica Juraci (no programa "Não há Pai") sido uma das mais marcantes.   
É ainda criadora e directora da associação Palco Unânime, onde desenvolve o seu trabalho de intervenção artística na área social para a Câmara Municipal de Oeiras através do Projeto "Bairro Encena". @palcounanime  
Neste momento prepara-se para integrar o divertido elenco  da novela "Festa é Festa" - TVI, com estreia prevista para Janeiro de 2024.   
Paralelamente à sua consagrada carreira de atriz, lançou em 2018  pela editora brasileira Biscoito Fino, seu primeiro disco; "Rui em jeito de Bossa" uma original interpretação de temas inesquecíveis dos ícones da música portuguesa  Rui Veloso e Carlos Tê, com este trabalho esgotou salas emblemáticas do país tais como; Teatro Tivoli em Lisboa, Casa da Música, sala principal, no Porto, Salão Preto e Prata do Casino do Estoril, Teatro Olga Cadaval em Sintra, Teatro Baltazar Dias na Madeira. Em 2023, lança seu segundo disco, pela mesma editora, com temas autorais intitulado "Panela de Barro e Pedra Sabão" com produção e direção musical do renomado contrabaixista brasileiro Jorge Helder, o disco conta ainda com o maestro João Carlos Coutinho no piano, Lula Galvão na guitarra e Marcelo Costa Real na bateria e percussão. @valeriacarvalhoartista  

## Carreira

### Televisão
- Queridos Inimigos (bailarina) - TVI - 1993 - Concurso
- Destino X (bailarina) - SIC - 1994 - Concurso
- Marina Dona Revista (bailarina) - SIC - 1996 - Série de Humor
- Casa de Artistas (bailarina) - RTP - 1997 - Concurso
- Furor (bailarina) - SIC - 1998 - Concurso
- Um Sarilho Chamado Marina (participação) - SIC - 1998 - Série de Humor
- Ri-te Ri-te (bailarina) - TVI - 1999 - Concurso
- Ganância (Renata Salles) - SIC - 2000/2001 - Novela
- Sábado à Noite (bailarina) - RTP - 2001 - Programa de variedades
- O Olhar da Serpente (Mara) - SIC - 2002 - Novela
- Não Há Pai (Juraci) - SIC - 2002/2003 - Série de Humor
- SIC 10 Horas - (Juraci) - SIC - 2003 - Talk Show
- Às Duas Por Três - (D. Passarinha; Virgulina; Adrianalina) - SIC - 2004 - Talk Show
- Maré Alta ( vários  ) - SIC - 2005 - Série de Humor
- Galas de Inverno e Verão da SIC  2005 - (humorista)
- Levata-te e Ri ( Stand up  ) - SIC - 2005 - Programa de Humor
- Câmara Café (Anica) - RTP - 2005
- Cenas do Casamento (Marineide) - SIC - 2008 - Programa de Humor
- "GRP" (apresentação) - Tv Record
- Sagrada Família (Madenusa) - RTP - 2010
- Os Compadres - RTP - 2011
- Belmonte (Micaela) - TVI - 2014
- "Espelho Dágua" (Renata) - SIC - 2017

CINEMA
- A Arte de Roubar, de Leonel Vieira - 2008
- Vidas Desenrascadas, de Ricardo Inácio - 2011

TEATRO
- "Cenas Suburbanas" - CCB e Teatro Municipal de Bragança e Teatro Ramo Grande
- "As Mentiras que os homens contam" - Coliseu Porto e Teatro Tivoli em Lisboa
- "A Mala" - CCB
- "Meias de Seda" TMARC, Maxime e Santiago Alquimista
- "Crença" - TMARC, Teatro Lets
- "Em Brasa" - Teatro São Luís em Lisboa
- "Viver é Raso" - MITO
- "ONNI" - Entre Mitos
- "Chico em Pessoa" - Teatro da Comuna em Lisboa e Teatro Olga Cadaval em Sintra, Festival AmoTeatro na Ilha da Madeira, I Semana Cultural CPLP Multilingual Schools na Ilha da Madeira, Festival Mindelact em Cabo Verde, Teatro da Malaposta e da Luz em Lisboa
- "Shot de ValeriAna"- Teatro do Bairro, Centro Cultural da Comporta e Teatro Villaret em Lisboa.
- "O sofá, a mamã e eu" - Festival Amoteatro na Madeira e em temporada na Fundação Portuguesa das Comunicações em Lisboa ambos em 2016
- "Rui em Jeito de Bossa" (musical) - Teatro Olga Cadaval em Sintra, Teatro Municipal Baltazar Dias na Madeira, Festas do Mar  na Madeira, Casino de Espinho (Duas vezes), Casino de Chaves, Casa das Artes de Felgueiras, Festa da Ericeira, Sacharoon Sessions - 2018, Teatro Tivoli 2019, Casa da Música 2021, Casino do Estoril 2022
- "Glum, o dia em que o amor acabou) - (Espetáculo Infantojuvelnil)  Texto e Encenação 2018